# Julija Germanowna Gorbunowa
Julija Germanowna Gorbunowa (russisch Юлия Германовна Горбунова; * 3. Juli 1968 in Tschernigow) ist eine sowjetische bzw. russische Chemikerin und Hochschullehrerin.

## Leben
Nach dem Mittelschulabschluss mit Goldmedaille in Tschernigow studierte Gorbunowa an der Lomonossow-Universität Moskau (MGU) in der Chemie-Fakultät. Es folgte die Aspirantur beim Moskauer Forschungsverbund für organische Halbprodukte und Farbstoffe (1990–1993), der später das Forschungsinstitut NIOPIK wurde.
Darauf wurde Gorbunowa wissenschaftliche Mitarbeiterin im Laboratorium für Koordinationschemie der Alkalimetalle und seltenen Metalle des Moskauer Kurnakow-Instituts für Allgemeine und Anorganische Chemie (IONCh) der Russischen Akademie der Wissenschaften (RAN). Sogleich begann sie, Untersuchungen zusammen mit Gruppen der Universitäten Valladolid, Madrid, Dijon, Straßburg, Lyon, Grahamstown und Ottawa durchzuführen. Im IONCh verteidigte sie 1995 ihre Dissertation über Seltenerd-Diphthalocyanine mit Erfolg für die Promotion zur Kandidatin der chemischen Wissenschaften.
Seit 2004 ist Gorbunowa auch Mitarbeiterin des Moskauer Frumkin-Instituts für Physikalische Chemie und Elektrochemie (IFChE) der RAN.
Ihre Doktor-Dissertation über Metallkomplexe mit Crown-substituierten Phthalocyaninen verteidigte Gorbunowa 2006 im IONCh mit Erfolg für die Promotion zur Doktorin der chemischen Wissenschaften. Seit 2010 leitet sie den Sektor Metallkomplexchemie supramolekularer Systeme des IONCh mit Ernennung zur wissenschaftlichen Chefmitarbeiterin 2015.
Gorbunowa lehrt am Höheren Chemischen College der RAN, an der MGU und an der Moskauer Technologischen Universität. 2013 wurde sie zur Professorin und 2016 zur Professorin der RAN ernannt.
Gorbunowa wurde 2016 zum Korrespondierenden Mitglied und 2022 zum Vollmitglied der RAN gewählt.

## Ehrungen, Preise
- Preis der Academia Europaea für junge Wissenschaftler Russlands in der Abteilung Chemie (2001)
- Preis der Regierung der Russischen Föderation im Bereich Wissenschaft und Technik[1] (2002)[5]
- Tschugajew-Preis der RAN (2009)[1]
- Preis der MAIK Nauka / Interperiodica (2011)
- Ordre des Palmes Académiques (2016)[1][6]